# Макаревич Іван Андрійович
Іван Андрійович Макаревич (нар. 30 червня 1987, Москва, СРСР; також відомий як James Oclahoma) — російський актор театру і кіно, музикант. Син музиканта, співака, телеведучого, народного артиста Російської Федерації Андрія Макаревича.

## Життєпис

### Походження та навчання

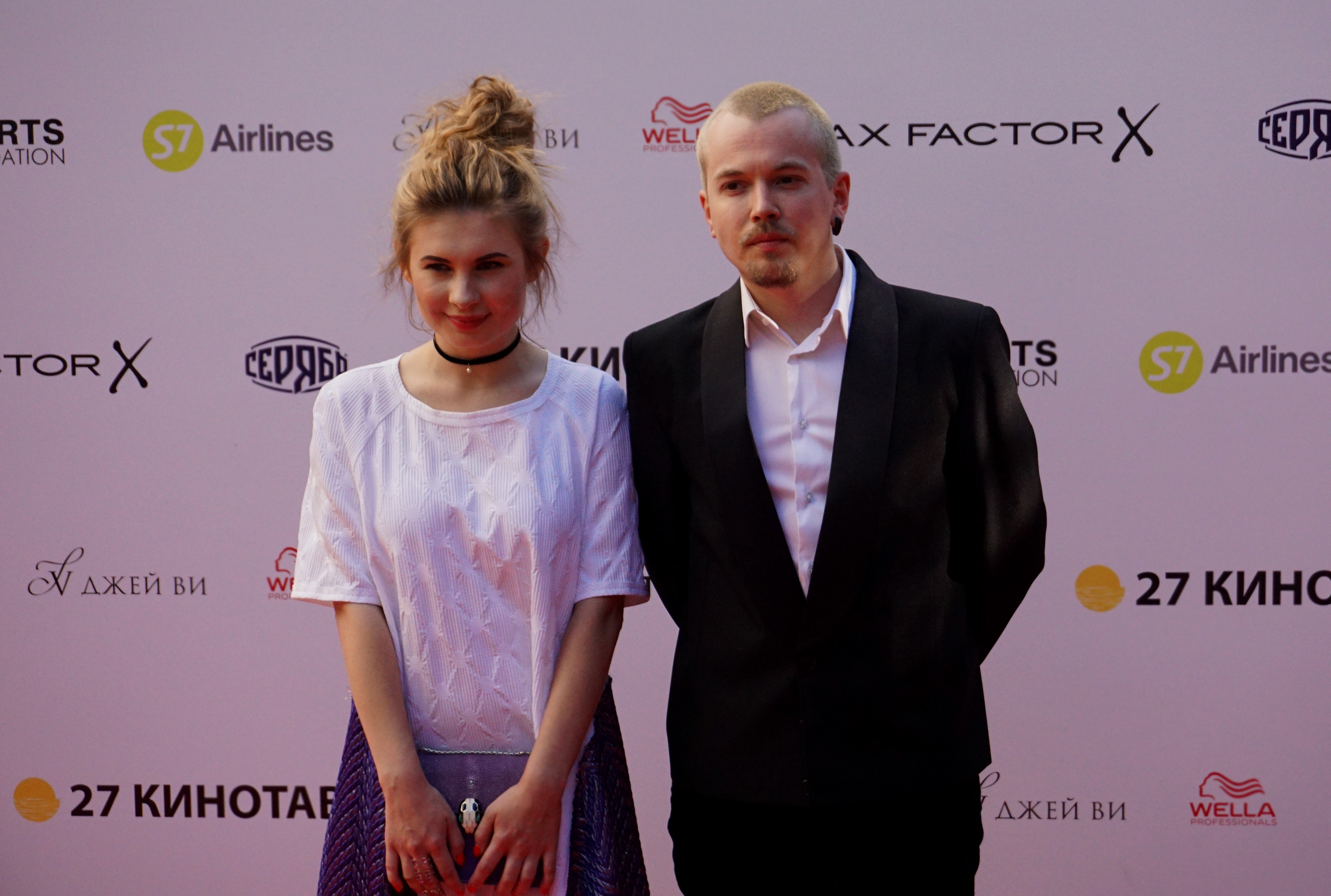
Ганна Цуканова-Котт та Іван Макаревич

Іван Андрійович Макаревич народився 30 червня 1987 року в Москві в сім'ї музиканта Андрія Макаревича та Алли Михайлівни Макаревич (Голубкіної), лікаря-косметолога. Батьки Івана розлучилися 1989 року.
З 1993 по 2003 роки Іван навчався у гімназії № 45 ім. Л. І. Мільграма в Москві, де й почав займатися музикою. З 2004 по 2005 роки навчався у Школі-студії МХАТ (курс Костянтина Райкіна). Потім перевівся в Російську академію театрального мистецтва (майстерня Сергія Голомазова) і навчався там з 2005 по 2010 рік.

### Кар'єра
Як актор Іван став популярним завдяки фільмам «Бій з тінню» (2005) у ролі Кості та «18—14» (2007), де зіграв Івана Пущина. У 2009 році зіграв роль юного царя Івана Грозного в серіалі «Іван Грозний». У 2010 році зіграв роль молодого Андрія Макаревича у фільмі «Будинок Сонця».
У 2012 році знявся у продовженні телесеріалу «Бригада» — «Бригада: Спадкоємець» у головній ролі Івана Бєлова, сина Сашка «Бєлого». Також знімався у фільмі «>Метро» у ролі помічника машиніста електропоїзда. У 2014 році зіграв хакера Сашка (Ската) у серіалі «Вижити Після». У 2017 році зіграв головну роль у відеокліпі гурту «Машина времени» «Пой».
Знявся в кількох фільмах Григорія Константинопольського («Російський біс», «Гроза»).

### Особисте життя
З юності вегетаріанець. Захоплюється створенням модного одягу (у 2017 році випустив колекцію під брендом «Chipoodl») та дайвінгом.
«Зараз намагаюся їздити з батьком, щойно з'являється така можливість. Це справді дивовижний стан, ні з чим не можна порівняти. Пам'ятаю своє потрясіння, коли я вперше зустрів у воді акулу. А коли ми з татом останній раз були в Мексиці, я знайшов на глибині дуже красиву старовинну пляшку, зарослу коралами. Привіз її в подарунок мамі та сестрі Ані, зараз ця пляшка стоїть у нас удома».
— Іван Макаревич   АННА МАКАРЕВИЧ

## Родина
Батько: Андрій Макаревич (нар. 11 грудня 1953) — радянський та російський музикант, співак, поет, композитор, лідер і єдиний незмінний учасник рок-гурту «Машина времени», Народний артист Російської Федерації.
Мати: Алла Михайлівна Макаревич (Голубкіна) (нар. 6 жовтня 1960) — лікар-косметолог.
Однокровні сестри та брат (по батькові) — Дана (нар. 1975), Анна (нар. 23 вересня 2000) та Ейтан (нар. 30 березня 2022).

## Творчість

### Фільмографія
1. 2005 — Бій з тінню — Костя
2. 2007 — 18—14 — Іван Пущин (Жанно)
3. 2009 — Іван Грозний — Іван Грозний в юності
4. 2009 — Доброволець — Тір
5. 2010 — Будинок сонця — Андрій Макаревич
6. 2012 — Бригада: Спадкоємець — Іван Олександрович Бєлов, син Сашка Білого
7. 2012 — Мій хлопець ангел — Родіон
8. 2013 — Метро — Вася, помічник машиніста
9. 2013 — 2016 — Вижити Після — Саша Скат, хакер
10. 2014 — Травневі стрічки — Багет
11. 2014 — Дорога додому — Джокер, стрітрейсер
12. 2015 — Так не буває — Марлен
13. 2016 — П'яна фірма — Ілля Веселих
14. 2017 — Полювання на диявола — Крилов, співробітник спеціального відділу НКВС
15. 2018 — Олеся (короткометражка) — секундант
16. 2018 — Російський Біс — Святослав Іванов
17. 2019 — Гроза — Кулигін
18. 2019 — Останній кидок / Lazarat (США) — Енці
19. 2020 — Тато закодувався — Лебедєв
20. 2020 — Сюрленд (короткометражка) — Ворд
21. 2020 — Самий Новий рік! — тато Сашка в молодості
22. 2020 — Мертві душі — гаїшник
23. 2021 — Поза себе — Роберт, фантом Дмитра менеджер-жулік
24. 2021 — Солдаут — Жук
25. 2021 — Моя велика таємниця — Санчес, старший брат Каті Растопчиної
26. 2022 — Горизонт — Ілля
27. 2022 — Люся — Гриша
28. 2022 — Ніка — Ларік
29. 2023 — Кліпмейкери
30. 2023 — Слово пацана. Кров на асфальті — Джон

### Театральні роботи

#### Московський драматичний театр на Малій Бронній
- «Аркадія» — Гас Каверлі, Огастес Каверлі
- «Кіноманія.band» (музичне шоу)

#### Театр «Практика»
- «Спека» — Зимородок